# North Platte (plaats)
North Platte is de hoofdstad van Lincoln County in de Amerikaanse staat Nebraska. De stad, met de status van city, is een groot spoorwegknooppunt.

## Demografie
Bij de volkstelling in 2000 werd het aantal inwoners vastgesteld op 23.878.
In 2006 is het aantal inwoners door het United States Census Bureau geschat op 24.386, een stijging van 508 (2,1%).

## Geografie
Volgens het United States Census Bureau beslaat de plaats een oppervlakte van 27,4 km², waarvan 27,1 km² land en 0,3 km² water. Bij de stad komen de North Platte en de South Platte samen om de Platte River te vormen.
Aan de westrand van North Platte bevindt zich een rangeerterrein van de Union Pacific Railroad, Bailey Yard geheten; dit is het grootste rangeerterrein ter wereld.

## Plaatsen in de nabije omgeving
De onderstaande figuur toont nabijgelegen plaatsen in een straal van 36 km rond North Platte.